# Neivamyrmex spatulatus
Neivamyrmex spatulatus es una especie de hormiga guerrera del género Neivamyrmex, subfamilia Dorylinae. 

## Distribución
Esta especie se encuentra en Costa Rica y Panamá.